# 朝倉菊衛
朝倉 菊衛（あさくら きくえ、1867年8月18日（慶応3年7月19日） - 1922年7月1日）は、岡山県小田郡矢掛町出身の実業家、ジャーナリスト。

## 来歴
小田郡矢掛町で生まれる。若い頃は教員をしていた。
1888年、上京し、山縣内閣の機関として設立された時事通信社へ入社する。
1893年、独立して帝国通信社を設立し、常務取締役として経営に携わった。
また、池田寅治郎らと中央生命保険会社を設立した。
1922年7月1日死去。